# Miguel Fernando González Mariño
Miguel Fernando González Mariño (Tunja, 25 de enero de 1966) es un obispo católico colombiano. Obispo de El Espinal (Tolima) desde diciembre de 2020. 

## Biografía

### Formación
Comenzó sus estudios universitarios en la Universidad de los Andes (Bogotá), donde se licenció en Arquitectura (1988). Tiempo después inició sus estudios eclesiásticos, licenciándose primero en Filosofía Eclesíastica (1995) y posteriormente en Teología (1998) en la Universidad de Navarra. Seguidamente se trasladó a Roma, donde se especializó en Teología Dogmática, en la Pontificia Universidad de la Santa Cruz (2000). 

### Sacerdocio
Recibió el sacramento de la ordenación de la diócesis de Santa Marta el 1 de agosto de 1998.
Uno de sus primeros encargos pastorales le llevó hasta la parroquia de santa María Regina della Pace (Florencia).  
Fue confesor de la Capella Penitenziale del Jubileo del 2000 en Ciudad del Vaticano. 
En agosto del 2000 regresó a Colombia, donde inició su labor docente como profesor de Teología en el Seminario Mayor san José (Santa Marta), donde fue posteriormente rector. En 2004 fue nombrado delegado diocesano de Liturgia; y en 2011 forma parte del consejo presbiterial.

## Episcopado

### Obispo Auxiliar de Ibagué
El 11 de febrero de 2016, el Papa Francisco lo nombró obispo titular de Boseta y obispo auxiliar en Ibagué [1]. 

#### Ordenación Episcopal
Fue ordenado obispo el 12 de marzo del mismo año por el obispo de Santa Marta, Luis Adriano Piedrahíta Sandoval. Los co-consagradores fueron el Nuncio Apostólico en Colombia, arzobispo Ettore Balestrero, y el arzobispo de Ibagué, Flavio Calle Zapata.

### Obispo de Espinal
El 19 de diciembre de 2020, el papa Francisco lo nombró obispo de Espinal.

#### Toma de posesión canónica
La toma de posesión tuvo lugar el 6 de febrero del año siguiente.